# Versicherungsunternehmens-Rechnungslegungsverordnung
Die Versicherungsunternehmens-Rechnungslegungsverordnung (RechVersV) regelt in Ergänzung zum Handelsgesetzbuch (HGB) die Rechnungslegung von Versicherern in Deutschland. Für Versicherer werden im Vergleich zu sonstigen Unternehmen andere Gestaltungen des Jahresabschlusses („Formblätter“) bestimmt und Details zu den Ansatz- und Bewertungsvorschriften der versicherungstechnischen Rückstellungen vorgegeben.

## Verordnungsermächtigung, aktuelle Fassung und Fundquelle
Die Ermächtigung zur Verordnung erfolgt durch § 330 Abs. 3 und 4 HGB. Die Verordnung ist durch das Bundesministerium der Justiz im Einvernehmen mit dem Bundesministerium der Finanzen zu erlassen und bedarf der Zustimmung des Bundesrates. Die aktuelle Fassung der RechVersV wurde am 8. November 1994 (BGBl. I S. 3378) erlassen (Verordnungsbegründung in Bundesratsdrucksache BR 823/94 und BR 823/1/94), zuletzt geändert wurde sie durch Verordnung vom 17. Juli 2015 (BGBl. I S. 1245).

## Gliederung
Die RechVersV gliedert sich in folgende Abschnitte:
1. Anwendungsbereich
2. Bilanz und Gewinn- und Verlustrechnung
3. Vorschriften zu einzelnen Posten der Bilanz
  - Posten der Aktivseite
  - Posten der Passivseite
4. Vorschriften zu einzelnen Posten der Gewinn- und Verlustrechnung
5. Anhang
6. Lagebericht
7. Konzernrechnungslegung
8. Befreiungen und Vereinfachungen für bestimmte Versicherungsunternehmen
9. Ordnungswidrigkeiten
10. Schlußvorschriften

## Anlage, Formblätter, Muster

### Anlage zu § 29
In der Anlage zu § 29 finden sich Vorschriften zur Berechnung der Schwankungsrückstellung.

### Formblätter zu Bilanz und GuV
In Formblättern finden sich die Gliederungsschemata für Bilanz und Gewinn- und Verlustrechnung:
- Formblatt 1 für die Bilanz
- Formblatt 2 für die Gewinn- und Verlustrechnung der Schaden- und Unfallversicherungsunternehmen und der Rückversicherungsunternehmen
- Formblatt 3 für die Gewinn- und Verlustrechnung der Lebensversicherungsunternehmen, der Pensions- und Sterbekassen und der Krankenversicherungsunternehmen
- Formblatt 4 für die Gewinn- und Verlustrechnung des Konzernabschlusses sowie in gewissen Spezialfällen für Versicherungsunternehmen

Die Bilanz und die Gewinn- und Verlustrechnung von Versicherungsunternehmen sind nach dem Nettoprinzip aufgebaut: Von den Bruttoposten werden die Anteile für das in Rückdeckung gegebene Versicherungsgeschäft offen abgesetzt. Obwohl z. B. die Anteile der Rückversicherer an den versicherungstechnischen Rückstellungen Forderungen an den Rückversicherer sind, mindern sie also die Passivseite.
Die Formblätter 2 und 3 unterteilen die GuV in eine versicherungstechnische und eine nichtversicherungstechnische Rechnung.
Der wesentliche Unterschied zwischen diesen beiden Formblättern ist, dass die Kapitalerträge und -aufwendungen bei Personenversicherern (Lebens- und Krankenversicherung) Teil der versicherungstechnischen Rechnung sind, während sie nach Formblatt 2 für alle anderen Versicherer in der nichtversicherungstechnischen Rechnung enthalten sind. Lediglich ein Teilbetrag, der technische Zinsertrag, wird in die versicherungstechnische Rechnung übertragen. Formblatt 4 unterteilt die GuV in eine versicherungstechnische Rechnung für das (Schaden- und) Unfallversicherungsgeschäft, eine versicherungstechnische Rechnung für das Lebensversicherungsgeschäft (ggf. Krankenversicherungsgeschäft nach Art der Lebensversicherung) sowie eine nichtversicherungstechnische Rechnung.
Kosten werden von Versicherungsunternehmen nicht nach Aufwandsarten, sondern nach Funktionsbereichen, z. B. Aufwendungen für den Abschluss und die Verwaltung von Versicherungsverträgen oder Aufwendungen für die Verwaltung von Kapitalanlagen, erfasst.

### Muster 1–6
Weiter enthält die RechVersV folgende Muster nach denen alle oder bestimmte Versicherer zu berichten haben:
- Muster 1 zur Entwicklung bestimmter Aktivposten, im Wesentlichen der Kapitalanlagen
- Muster 2 zu Provisionen, sonstigen Bezügen der Versicherungsvertreter und Personalaufwendungen
- Muster 3 bis 5 zu Bestand und Bestandsbewegung von Lebensversicherungen, Pensions- und Sterbekassen
- Muster 6 zur Rückstellung für Beitragsrückerstattung der Krankenversicherer

## Ausweis-, Ansatz- und Bewertungsvorschriften
Die §§ 6–21 RechVersV enthalten Ausweisvorschriften für verschiedene Posten der Aktivseite. Nach der Verordnungsermächtigung darf die Verordnung für die Aktivposten nur den Ausweis bestimmen, aber keine Vorgaben für Ansatz oder Bewertung machen. Dies ist insbesondere in dem Posten „Forderungen aus dem selbst abgeschlossenen Versicherungsgeschäft“ bei dem Unterposten „noch nicht fällige Ansprüche“ zu beachten. Hierbei handelt es sich um im Einzelfall negative Ergebnisse bei der prospektiven Berechnung der Deckungsrückstellung, die in der Lebensversicherung nicht mit den übrigen positiven Deckungsrückstellungen saldiert werden dürfen, sondern, soweit ein Ansatz zulässig ist, als gesonderter Aktivposten anzusetzen sind. Die RechVersV bestimmt nur, wo dieser Posten auszuweisen ist, nicht aber, dass er überhaupt zulässig ist. Für den Ansatz ist es erforderlich, dass überhaupt ein Anspruch aus handelsrechtlicher Sicht besteht. Hierzu ist eine vertragliche Grundlage erforderlich, die üblicherweise bezugnehmend auf die Zillmerung in den Verträgen vereinbart wird. In der Krankenversicherung findet eine Saldierung von positiven und negativen Deckungsrückstellungen statt, wobei in der Gesamtheit kein negativer Betrag passiviert werden darf.
§ 14 RechVersV bestimmt, dass die „Kapitalanlagen für Rechnung und Risiko von Inhabern von Lebensversicherungspolicen“ getrennt von allen anderen Kapitalanlagen in einer Summe anzugeben sind. Dies sind vor allem die Kapitalanlagen aus der fondsgebundenen Lebensversicherung, bei denen die Ergebnisse der Kapitalanlagen vollständig und direkt zu Gunsten oder zu Lasten der Versicherungsnehmer gehen, diese also nur formalrechtlich vom Versicherer gehalten werden. Die entsprechenden gegenüberstehenden Verpflichtungen werden nach § 32 ebenso gesondert und in einer Summe ausgewiesen.
Die §§ 22–35 RechVersV enthalten Ausweis-, Ansatz- und Bewertungsvorschriften für verschiedene Posten der Passivseite. Insbesondere werden Einzelheiten zur Bewertung des Beitragsübertrages, der Deckungsrückstellung, Rückstellung für noch nicht abgewickelte Versicherungsfälle, der Rückstellung für Beitragsrückerstattung, der Schwankungsrückstellung und der sonstigen versicherungstechnischen Rückstellungen bestimmt. In § 27 RechVersV werden Regelungen zu Näherungs- und Vereinfachungsverfahren vorgeben.

## Pensionsfonds
Für Pensionsfonds wurde entsprechend die Verordnung über die Rechnungslegung von Pensionsfonds (Pensionsfonds-Rechnungslegungsverordnung RechPensV) erlassen.